# Steuerbezirk Osterwitz
Der Steuerbezirk Osterwitz war in der ersten Hälfte des 19. Jahrhunderts einer der 89 Bezirke der Provinz Kärnten. Er umfasste folgende acht Steuergemeinden in ihren damaligen Grenzen: 
- Katastralgemeinde Brückl (damaliger Name St. Johann)
- Katastralgemeinde Dielach
- Katastralgemeinde Goggerwenig
- Katastralgemeinde Launsdorf
- Katastralgemeinde Osterwitz
- Katastralgemeinde Ottmanach
- Katastralgemeinde St. Donat
- Katastralgemeinde St. Filippen

Der Bezirk umfasste eine Fläche von 21717 Joch, das entspricht etwa 125 km². Im Jahr 1846 hatte der Bezirk 4806 Einwohner.

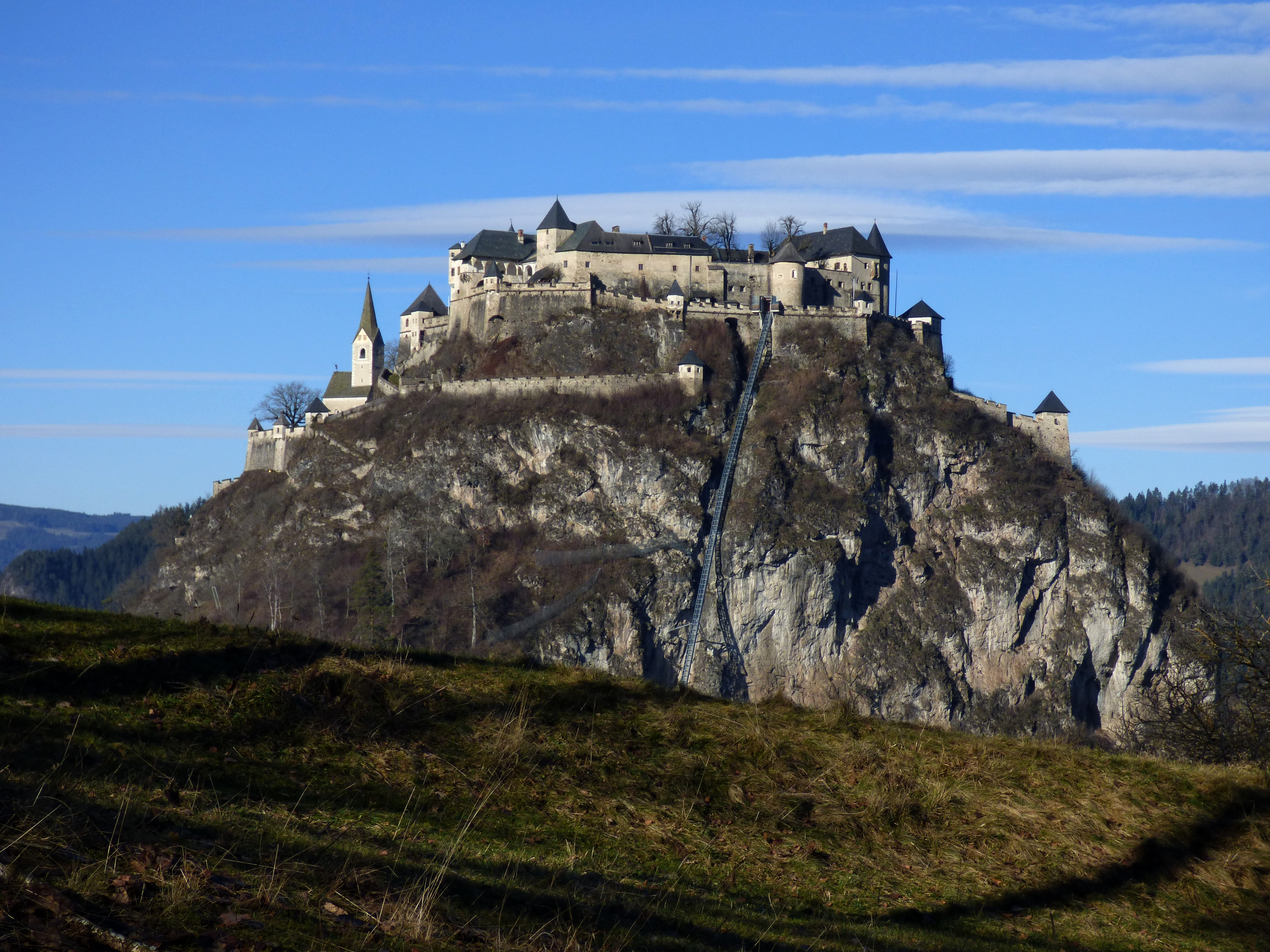
Burg Hochosterwitz

Benannt war der Bezirk nach der Herrschaft Osterwitz in der heutigen Gemeinde Sankt Georgen am Längsee. 
Im Zuge der Reformen nach der Revolution von 1848/49 wurden die Steuerbezirke aufgelöst. Die bis dahin dem Steuerbezirk Osterwitz zugehörigen Steuergemeinden wurden dann den neu errichteten politischen Gemeinden Brückl (damaliger Name St. Johann; KG Brückl), Ottmanach (KG Ottmanach), Pfannhof (KG Dielach), St. Filippen (KG St. Filippen) und St. Georgen am Längsee (KG Goggerwenig, KG Launsdorf, KG Osterwitz, KG St. Donat) zugeteilt. Heute gehören diese Katastralgemeinden zu den politischen Gemeinden Brückl (KG Brückl, KG St. Filippen), Magdalensberg (KG Ottmanach), Mölbling (KG Dielach), St. Georgen am Längsee (KG Goggerwenig, KG Launsdorf, KG Osterwitz) und St. Veit an der Glan (KG St. Donat). 